# Michael Sinelnikoff
Michael Sinelnikoff (Londra, 1º agosto 1928 – Montréal, 1º luglio 2024) è stato un attore britannico.

## Biografia
Divenne famoso principalmente per il ruolo del professore Arthur Summerlee nella serie televisiva Il mondo perduto, nonché per una grande varietà di ruoli cinematografici.

## Filmografia

### Cinema
- La maledizione di Janice (The Blue Man), regia di George Mihalka (1985)
- Legge criminale (Criminal Law), regia di Martin Campbell (1988)
- Vuoto mentale (Mindfield), regia di Jean-Claude Lord (1989)
- Gargoyle: entità ignota (Cursed), regia di Mychel Arsenault (1990)
- Bethune: Il mitico eroe (Bethune: The Making of a Hero), regia di Phillip Borsos (1990)
- Un agente segreto al liceo (If Looks Could Kill), regia di William Dear (1991)
- The Quarrel, regia di Eli Cohen (1991)
- Un léger vertige, regia di Diane Poitras (1991)
- L'empire des lumières, regia di Francois Aubry - cortometraggio (1991)
- Mon amie Max, regia di Michel Brault (1994)
- Operation Golden Phoenix, regia di Jalal Merhi (1994)
- Genio e follia (Voices), regia di Malcolm Clarke (1995)
- Il mondo perduto (The Lost World), regia di Bob Keen (1998)
- Time at the Top, regia di Jim Kaufman (1999)
- Niente da dichiarare (Taxman), regia di Alain Zaloum (1999)
- Chasing Holden, regia di Malcolm Clarke (2003)
- Il più bel gioco della mia vita (The Greatest Game Ever Played), regia di Bill Paxton (2005)
- 300, regia di Zack Snyder (2007)
- Un coniglio speciale (The Velveteen Rabbit), regia di Michael Landon Jr. (2009)

### Televisione
- Una scelta difficile (Choices), regia di David Lowell Rich – film TV (1986)
- Barnum, regia di Lee Philips – film TV (1986)
- C.A.T. Squad, regia di William Friedkin – film TV (1986)
- Spearfield's Daughter – miniserie TV (1986)
- Ford: un uomo, un impero (Ford: The Man and the Machine), regia di Allan Eastman – film TV (1987)
- Shades of Love: Tangerine Taxi, regia di Mort Ransen – film TV (1988)
- Shades of Love: Midnight Magic, regia di George Mihalka – film TV (1988)
- Lance et compte III – serie TV, episodi 3x6 (1989)
- I Giorni Dell'Atomica (Day One), regia di Joseph Sargent – film TV (1989)
- The Final Heist, regia di George Mihalka – film TV (1991)
- TekWar, regia di William Shatner – film TV (1994)
- Kung Fu: la leggenda continua (Kung Fu: The Legend Continues) – serie TV, episodi 2x13 (1994)
- Out of Mind: The Stories of H.P. Lovecraft, regia di Raymond St-Jean – film TV (1998)
- The Lost World – serie TV, 23 episodi (1999-2001)
- 11 Somerset – serie TV, episodi 1x13 (2004)
- Il sesso secondo Josh (Naked Josh) – serie TV, 7 episodi (2004-2006)
- Bethune – miniserie TV, episodi 1x1-1x2-1x18 (2006)
- L'anello di Sophia (Ring of Deceit), regia di Jean-Claude Lord – film TV (2009)
- The Foundation – serie TV, 5 episodi (2009)
- The Art of More – serie TV, episodi 1x2 (2015)